# Sembleçay
Sembleçay är en kommun i departementet Indre i regionen Centre-Val de Loire i de centrala delarna av Frankrike. Kommunen ligger i kantonen Saint-Christophe-en-Bazelle som tillhör arrondissementet Issoudun. År 2022 hade Sembleçay 101 invånare.

## Befolkningsutveckling
Antalet invånare i kommunen Sembleçay
Referens:INSEE